# Four à bassin

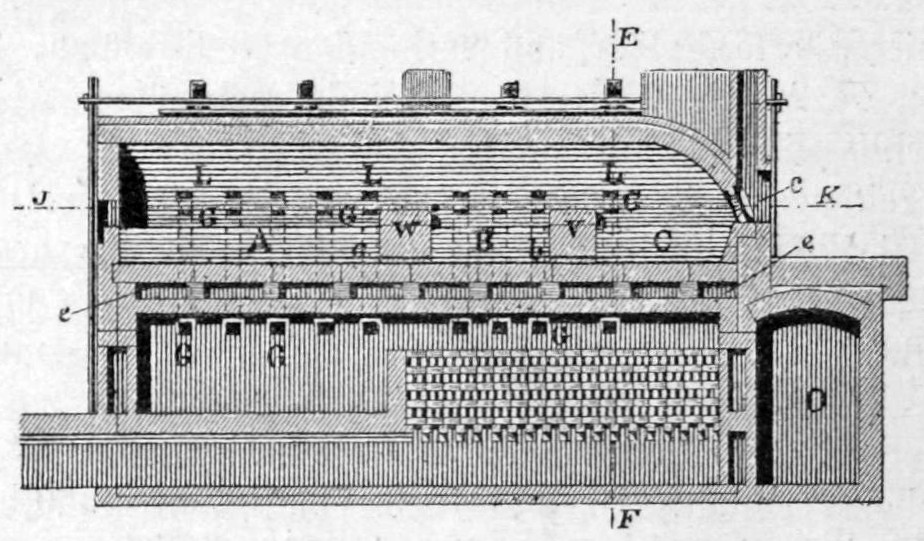
Coupe longitudinale d'un four à cuve Siemens (Dresde, 1878).

Le four à bassin est un four de verrier. C'est une « unité de fusion de verre dans laquelle la partie contenant le verre fondu est construite au moyen de blocs réfractaires ».
L'adaptation du four à bassin pour la production de verre revient à l'ingénieur allemand naturalisé belge Martin-André Oppermann (1845-1930). En 1875, il érige à Roux à proximité de Charleroi le premier four à bassin à fusion continue alimenté au gaz. C'est également André Oppermann qui installe le premier grand four à bassin aux verreries Jonet en 1877. L'introduction du four à bassin à fusion continue alimenté au gaz révolutionne le secteur du verre : les anciens fours sont dépassés, les souffleurs de verre perdent la supériorité que leur procurait leur savoir-faire et se transforment en simple rouage de la mécanisation.
Voulant capitaliser sur l'invention d'André Oppermann, Eugène Baudoux, lié familialement aux Jonet, construit une toute nouvelle fabrique à Jumet et met en service, dès 1883, un premier four à bassin particulièrement perfectionné : l’épaisseur du verre atteint plus d’un mètre. Il s’associe également brièvement avec Émile Gobbe qui a déposé plusieurs brevets de fours à bassin. Avec la construction de fours à bassin de grande taille et plus perfectionnés, Eugène Baudoux accroît considérablement la capacité de production de son usine qui le place au premier rang de l'industrie verrière belge et lui confère une dimension internationale. Les autres verreries en Belgique suivent alors le mouvements et généralisent l'installation de fours à bassin.
En France, le premier installé l'est à la verrerie d'en haut d'Aniche en 1885. C'est un four technique qui contient généralement le cristal clair. Ce dernier peut être alimenté par une source électrique, ou bien au gaz.